# Allium nevskianum
Allium nevskianum är en amaryllisväxtart som beskrevs av Aleksei Ivanovich Vvedensky och Per Erland Berg Wendelbo. Allium nevskianum ingår i släktet lökar, och familjen amaryllisväxter. Inga underarter finns listade i Catalogue of Life.